# Selecció de futbol del Senegal
La selecció de futbol del Senegal és l'equip representatiu del país a les competicions oficials. Està dirigida per la Fédération Sénégalaise de Football, pertanyent a la CAF.
Malgrat que històricament ha estat una selecció amb pocs triomfs a l'Àfrica, Senegal va sorprendre al món per la seva participació en la Copa del Món 2002, al derrotar en el partit inaugural al campió defensor, la selecció francesa, i després arribar fins als quarts de final de la competició, igualant així al Camerun que fins a aquell moment era la selecció africana que havia arribat més lluny a un Mundial.
A la Copa d'Àfrica de Nacions, el seu màxim assoliment va ser quan va ser campió de la Copa d'Àfrica de nacions 2021.

## Participacions en la Copa del Món
- Des de 1930 a 1962 - No participà
- 1966 - Retirada
- Des de 1970 a 1986 - No es classificà
- 1990 - Retirada
- 1994 - No es classificà
- 1998 - No es classificà
- 2002 - Quarts de final - 7é lloc
- 2006 - No es classificà
- 2010 - No es classificà
- 2014 - No es classificà
- 2018 - Primera fase

### Copa del Món de Futbol de 2018

#### Fase de grups
| Pos | Equip    | PJ | PG | PE | PP | GF | GC | DG | Pts | Classificació        |
| --- | -------- | -- | -- | -- | -- | -- | -- | -- | --- | -------------------- |
| 1   | Colòmbia | 3  | 2  | 0  | 1  | 5  | 2  | +3 | 6   | Avança a segona fase |
| 2   | Japó     | 3  | 1  | 1  | 1  | 4  | 4  | 0  | 4   | Avança a segona fase |
| 3   | Senegal  | 3  | 1  | 1  | 1  | 4  | 4  | 0  | 4   |                      |
| 4   | Polònia  | 3  | 1  | 0  | 2  | 2  | 5  | −3 | 3   |                      |

| Polònia        | 1–2     | Senegal                       |
| -------------- | ------- | ----------------------------- |
| Krychowiak 86' | Informe | Cionek 37' (p.p.) · Niang 60' |

| Japó                 | 2–2     | Senegal              |
| -------------------- | ------- | -------------------- |
| Inui 34' · Honda 78' | Informe | Mané 11' · Wagué 71' |

| Senegal | 0–1     | Colòmbia    |
| ------- | ------- | ----------- |
|         | Informe | Y. Mina 74' |

## Participacions en la Copa d'Àfrica
- Des de 1957 a 1963 - No participà
- 1965 - Semifinals - 4t lloc
- 1968 - Primera fase
- Des de 1970 a 1978 - No es classificà
- 1980 - No participà
- 1982 - No es classificà
- 1984 - No es classificà
- 1986 - Primera fase
- 1988 - No es classificà
- 1990 - Semifinals - 4t lloc
- 1992 - Quarts de final
- 1994 - Quarts de final
- 1996 - No es classificà
- 1998 - No es classificà
- 2000 - Quarts de final
- 2002 - Final - 2n lloc
- 2004 - Quarts de final
- 2006 - Semifinals - 4t lloc
- 2008 - Primera fase
- 2010 - No es classificà
- 2012 - Primera ronda
- 2013 - No es classificà
- 2015 - Quarts de final
- 2017 - No es classificà

## Jugadors històrics
- El Hadji Diouf
- Tony Sylva
- Pape Bouba Diop
- Sadio Mané